# Adam Pawlaszczyk
Adam Pawlaszczyk (ur. 30 grudnia 1971 w Wodzisławiu Śląskim) – polski duchowny rzymskokatolicki, doktor nauk prawnych, od 2018 redaktor naczelny tygodnika „Gość Niedzielny”.

## Życiorys
Pochodzi z Wodzisławia Śląskiego. W 1998 przyjął święcenia kapłańskie i od tej pory do 2005 pracował w duszpasterstwie parafialnym. Od 2005 pełnił posługę w Sądzie Metropolitalnym w Katowicach, a w latach 2012–2014 piastował funkcję kanclerza Kurii Metropolitalnej w Katowicach, zaś od 1 lutego 2014 funkcję oficjała Sądu Metropolitalnego. W 2010 uzyskał stopień doktora nauk prawnych w zakresie prawa kanonicznego na Wydziale Prawa Kanonicznego Uniwersytetu Kardynała Stefana Wyszyńskiego w Warszawie. Jako publicysta związany był z TVP, Radiem Katowice, Radiem eM oraz „Gościem Niedzielnym”.
W styczniu 2018 został powołany na redaktora naczelnego „Gościa Niedzielnego”, w miejsce ks. Marka Gancarczyka. 
Mieszka w Katowicach.